# Non-constituency Member of Parliament
Ein Non-constituency Member of Parliament (NCMP, Parlamentsmitglied ohne Wahlkreis) ist ein oppositioneller Parlamentsabgeordneter in Singapur, der zum Abgeordneten ernannt wurde, obwohl er in seinem Wahlkreis unterlegen ist. NCMPs sollen garantieren, dass die Opposition im Parlament angemessen vertreten ist, auch wenn die führende Partei alle oder fast alle Sitze gewinnen konnte.
Wenn weniger als zwölf Kandidaten der Opposition in der regulären Wahl in das Parlament von Singapur gewählt werden, wird ihre Zahl durch die Ernennung von NCMPs auf zwölf aufgestockt. Ernannt werden solche Kandidaten, die zwar in ihrem Wahlkreis einem anderen Kandidaten unterlegen sind, unter den Verlierern aber eines der besten Ergebnisse erzielt haben – ähnlich der Lucky-Loser-Regel in manchen Sportarten.
Ein Non-constituency Member of Parliament hat seit 2017 die gleichen Rechte wie ein regulär gewählter Abgeordneter. Vorher waren NCMPs nicht stimmberechtigt bei Haushaltsabstimmungen, Verfassungsänderungen, Vertrauensabstimmungen und Abstimmungen bezüglich der Amtsenthebung des Präsidenten.

## Bestimmung der Non-constituency Members of Parliament
Sollten die Oppositionsparteien zwölf oder mehr Abgeordnetensitze gewonnen haben, gibt es keine NCMPs. Liegt die Anzahl niedriger, werden entsprechend viele Kandidaten vom Wahlleiter als gewählt erklärt, dass die Opposition auf insgesamt zwölf Sitze kommt. Als Oppositionsparteien gelten dabei alle Parteien, die nicht an der Regierungsbildung beteiligt sind. Alle nicht erfolgreichen Oppositionskandidaten werden nach der in ihrem Wahlkreis erreichten Prozentzahl gereiht. Für Kandidaten aus Group representation constituencies (GRC, Mehrpersonenwahlkreis) gilt die Prozentzahl, die die Gruppe erreicht hat, für jeden der Kandidaten. Aus jedem Einzelwahlkreis darf nur ein NCMP ernannt werden, aus jeder GRC nur zwei. Zusätzlich können nur Kandidaten ernannt werden, die in ihrem Wahlkreis wenigstens 15 % der gültigen Stimmen erhalten haben. Die Kandidaten aus einer GRC müssen sich einigen, wer von ihnen den oder die Sitze einnimmt. Wenn es beim letzten zu vergebenden Sitz zu einer Stimmengleichheit kommt oder die Kandidaten aus einem Mehrpersonenwahlkreis nicht rechtzeitig mitteilen, wer von ihnen als gewählt gelten soll, entscheidet der Wahlleiter per Los.
Wie alle Abgeordneten müssen auch die NCMPs einen Treueeid auf die Republik Singapur leisten. Wenn ein oder mehrere NCMPs dies verweigern, kann das Parlament bestimmen, dass der nächste Kandidat nachrückt bzw. die nächsten Kandidaten nachrücken.
Da die Non-constituency Members of Parliament aus den unterlegenen Kandidaten der regulären Wahl ausgewählt werden, müssen sie die gleichen Bedingungen erfüllen wie alle Kandidaten, um überhaupt wählbar zu sein: Sie müssen Staatsbürger Singapurs sein, mindestens 21 Jahre alt sein, seit mindestens zehn Jahren in Singapur leben und im Wählerverzeichnis stehen und mindestens eine der Arbeitssprachen des Parlaments beherrschen, nämlich Englisch, Mandarin, Malaiisch oder Tamilisch.

## Geschichte
Von 1968, der ersten Wahl im unabhängigen Singapur, bis 1980 erhielt die People’s Action Party (PAP) von Lee Kuan Yew jeweils alle Sitze im Parlament des Stadtstaats. J. B. Jeyaretnam, der Führer der Workers’ Party of Singapore (WP), konnte 1981 in einer Nachwahl erstmals einen Sitz für die Opposition erringen.
Daraufhin wurde 1984 eine Ergänzung der Verfassung vorgeschlagen, die es ermöglichte, dass der Präsident bis zu sechs Oppositionelle als Non-constituency Members of Parliament ernannte, sollten die Oppositionsparteien regulär weniger Sitze erhalten. Als Gründe für die Gewährleistung von Sitzen für die Opposition trotz nach seiner Aussage schlechter Erfahrungen in den 1950 und 1960 Jahren mit einer „obstruktiven Opposition“ nannte Premierminister Lee Kuan Yew folgende: Erstens hätten die jüngeren Abgeordneten und Minister, die bisher keine Opposition im Parlament kennengelernt hatten, seit der Nachwahl Jeyaretnams ihre Fähigkeit zur Debatte geschärft („they soon sharpened their debating skills“). Zweitens solle es jüngere Wähler schulen, die Mythen über die Rolle einer Opposition anhingen („educate a younger generation of voters who (…) harbour myths about the role of an Opposition“). Drittens würden Oppositionsabgeordnete dazu beitragen, dass der Verdacht auf Vertuschung mutmaßlichen Fehlverhaltens von Seiten der PAP zerstreut würde („This approach of Opposition Members will dispel suspicions of cover-ups of alleged wrongdoings“).
Im August 1984 wurde die Verfassung entsprechend geändert, im Wahlgesetz wurde festgelegt, dass bis zu drei nicht gewählte Kandidaten der Opposition zu Non-constituency Members of Parliament bestimmt werden konnten. Die NCMPs waren allerdings nicht stimmberechtigt bei Haushaltsabstimmungen, Verfassungsänderungen, Vertrauensabstimmungen und Abstimmungen bezüglich der Amtsenthebung des Präsidenten.
Bei der Wahl 1984 gewannen die Workers’ Party of Singapore (WP) und die Singapore Democratic Party (SDP) jeweils regulär einen von 79 Sitzen, so dass noch ein Sitz als NCMP zu vergeben war. Dieser wurde zunächst P. D. Nair von der WP angeboten, der diesen jedoch ablehnte. Anschließend wurde er Tan Chee Kien von der Singapore United Front (SUF, später Democratic Progressive Party) angeboten, aber auch die SUF entschied sich, das Angebot abzulehnen. Bei der Wahl 1988 gewann die SDP regulär einen von 81 Sitzen, und mit Lee Siew Choh und Francis Seow (beide WP) zogen erstmals tatsächlich zwei Non-constituency Members in das Parlament ein. Seow verlor seinen Sitz aber wenige Monate später, nachdem er wegen Steuerhinterziehung verurteilt worden war.
Zur Wahl 1991 wurde die Zahl der möglichen NCMPs auf vier erhöht, aber da es den Oppositionsparteien gelang, vier der 81 Sitze regulär zu gewinnen (3 SDP, 1 WP), wurden keine ernannt. 1997 errangen SDP und WP jeweils einen von 83 Sitzen. Da die Maximalzahl der NCMPs wieder bei drei lag, gab es diesmal nur einen, der Sitz ging an die WP. 2001 gewannen die WP und die neu formierte Singapore Democratic Alliance (SDA) jeweils einen der 84 Sitze regulär, ein NCMP kam von der SDA. Bei der Wahl 2006 verteidigten beide Parteien ihren Sitz. Das beste Ergebnis aller Verlierer hatte die WP in einer Group Representation Constituency, Sylvia Lim zog als NCMP-Abgeordnete ins Parlament ein.
2010 wurde die maximale Zahl von NCMPs auf neun erhöht. Dadurch konnten, obwohl die WP bei der Wahl 2011 sechs der 87 Sitze regulär gewinnen konnte, drei weitere Abgeordnete als NCMP in das Parlament einziehen. Zwei gehörten ebenfalls der WP an, eine der Singapore People’s Party (SPP). Bei der Wahl 2015 erreichte die WP wieder sechs der jetzt 89 Sitze, sie stellte auch die drei NCMPs.
2016 wurde die Verfassung mit Wirkung zum 1. April 2017 geändert. Dabei wurden unter anderem die NCMPs den regulär gewählten Abgeordneten gleichgestellt hinsichtlich ihres Stimmrechts in Haushalts- und anderen wichtigen Fragen, die Maximalzahl wurde auf 12 erhöht. Bei der nächsten Wahl 2020 gewann die WP 10 der 93 Sitze regulär, zwei NCMPs von der Progress Singapore Party (PSP) zogen ebenfalls ins Parlament ein.

## Kritik
Schon in der Debatte zur Änderung der Verfassung zur Einführung von Non-constituency Members of Parliament lehnte der damals einzige Abgeordnete der Opposition J. B. Jeyaretnam das Gesetz ab. Er bezeichnete die Äußerungen der Regierung zur Berechtigung einer Opposition im Parlament als Lippenbekenntnis („it paid lip service“) und zweifelte die Seriosität der dahinterstehenden Absichten an. In Wirklichkeit gehe es darum, insgeheim jegliche Form abweichender Meinungen zu unterdrücken („secretly everything was directed towards suppressing any form of dissent in this country of ours“). Dies werde durch die Unfreiheit der Presse erreicht, die Verbannung von Andersdenkenden und die Änderung der Wahlgesetze unmittelbar vor der Wahl („election rules being changed and being made public just on the day of nomination“). Die Zusicherung einer Mindestzahl von Sitzen für die Opposition sei ein Versuch, die Wählerschaft einzulullen („an attempt to lull them“), um sie davon abzubringen, für Kandidaten der Opposition zu stimmen („an attempt to buy them off from voting for any Opposition Member“). NCMPs wären zahnlose Oppositionspolitiker („toothless Opposition Members“). In der Folge lehnten die ersten beiden zu NMCPs bestimmten Politiker ihre Ernennung ab.
Kritik kam aber auch von Politikern der Regierungspartei, die mit der mangelnden demokratischen Legitimation der NMCPs unzufrieden waren. Calvin Cheng, früheres Mitglied im Jugendverband der PAP und Nominated Member of Parliament und damit eigentlich als unparteiischer Fachmann im Parlament, kritisierte bei den Beratungen zur Vergrößerung der Zahl von NMCPs, dass diese Politiker seien, die eine Wahl verloren hätten („NCMPs are politicians who stood for an election and lost.“), und sie trotzdem ins Parlament aufzunehmen, sei bestenfalls ein Widerspruch zur Logik einer demokratischen Wahl, schlimmstenfalls ein Schlag ins Gesicht derjenigen Wähler, die gegen sie gestimmt hätten („To then allow them into Parliament flies in the face of logic of a democratic election at best, and at worst is a slap in the face of the people who have voted against them.“).